# Maurice Verdonck
Maurice August Verdonck (* 21. April 1879 in Gent; † 1. März 1968 in Gentbrugge) war ein belgischer Ruderer, der im Achter aktiv war.
Er trainierte im Koninklijke Roeivereniging Club Gent. Bei den Olympischen Sommerspielen 1900 in Paris konnte er mit seinem Team die Silbermedaille im Achter holen. Außerdem gewann er mit derselben Teambesetzung die Europameisterschaft 1900.